# Навколоносові пазухи

Навколоносові пазухи. 1 — лобові пазухи; 2 — комірки решітчастого лабіринту; 3 — клиноподібна пазуха; 4 — верхньощелепні (гайморові) пазухи

Навколоносові пазухи (придаткові пазухи носа) (лат. sinus paranasales) — повітроносні порожнини в кістках черепа, які сполучені з  порожниною носа.

## Придаткові пазухи носа в людини
У людини розрізняють чотири групи придаткових пазух носа, названих відповідно до їхньої локалізації:
- Верхньощелепна (гайморова) пазуха (парна) — найбільша з навколоносових пазух, розташована у верхній щелепі.
- Лобова пазуха (парна) — розташована в лобовій кістці.
- Решітчастий лабіринт (парний) — сформований комірками решітчастої кістки.
- Клиноподібна (основна) пазуха — розташовується в тілі клиноподібної (основної) кістки.

Навколоносові пазухи починають формуватися внутрішньоутробно, закінчують формування після статевого дозрівання. Зсередини пазухи вистелені миготливим епітелієм з бокалоподібними клітинами, що продукують слиз. З допомогою руху війок епітелію відбувається рух слизу до отворів навколоносових пазух зі швидкістю 1 см/хв. Розміри отворів невеликі, так, в осередках решітчастого лабіринту діаметр отворів становить 1-2 мм.

## Додаткові пазухи носа у тварин
Навколоносові пазухи мають різні тварини (більшість  ссавців, птахи, нептахоподібні динозаври, крокодили). Локалізація навколоносових пазух у тварин різноманітна.

## Функції навколоносових пазух
Єдиної думки щодо функцій навколоносових пазух не існує, найбільш ймовірними вважаються:
- Зменшення відносної маси передніх відділів черепа, особливо кісток лицевого черепа, зважаючи на їхній значний об'єм. Форма кісток лицьового черепа важлива, тому що кістки є місцем прикріплення лицьової мускулатури.
- Збільшення голосового резонансу
- Забезпечення протиударного «буфера» при травмах
- Ізоляція чутливих структур (коріння зубів, очні яблука) від швидких температурних коливань у порожнині носа при вдиху та видиху.
- Зволоження і зігрівання вдихуваного повітря, завдяки повільному повітряному потоку в пазухах.
- Виконують функцію барорецепторного органа (додатковий орган відчуттів).